# Filmografia de Viola Davis
Viola Davis é uma atriz e produtora cinematográfica estadunidense com destaque em cinema, televisão e teatro. Davis estreou primeiramente no teatro em 1988 com papel na peça Joe Turner's Come and Gone, de August Wilson. Após graduar-se no Juilliard School em 1993, Davis assumiu diversos papéis nos palcos ao longo da década de 1990, inclusive recebendo o Prêmio Mundial de Teatro por sua atuação em Seven Guitars (1996). No mesmo ano, Davis foi convidada a estrela a série dramática NYPD Blue e teve sua estreia no cinema com o suspense The Substance of Fire. Em 1998, figurou na série televisiva The Pentagon Wars e no suspense Out of Sight, sua primeira das inúmeras colaborações com Steven Soderbergh. Pouco tempo depois, retornou ao teatro com a peça Everybody's Ruby, recebendo um Prêmio Obie. 
Ao longo da década de 2000, Davis se estabeleceu como uma atriz de renome na Broadway. A atriz estrelou seu primeiro papel principal em série televisiva em City of Angels (2000) antes de receber um Prêmio Tony de Melhor Atriz Coadjuvante em Peça por sua performance em King Hedley II (2001). Posteriormente, Davis foi aclamada por sua performance em Intimate Apparel (2004). Anos mais tarde, recebeu grande aclamação do universo cinematográfico por seu papel no drama histórico Doubt (2008), sendo indicada ao Globo de Ouro e ao Óscar de Melhor Atriz Coadjuvante. Na entrada da década seguinte, Davis dividiu o palco com Denzel Washington ao interpretar uma esposa de forte personalidade no drama Fences (2010) e contracenou com Julia Roberts na comédia romântica Eat Pray Love. 
Em 2011, Davis recebeu sua primeira indicação ao Óscar de Melhor Atriz por sua performance no drama histórico The Help. Suas performances no drama Won't Back Down (2012), no suspense Prisoners (2013) e no drama biográfico Get on Up (2014) foram altamente elogiadas pela crítica e recebidas pelo público como uma solidificação de sua carreira no cinema. Davis tornou-se a primeira mulher negra a receber o Prêmio Emmy de Melhor Atriz, conquistado com seu papel como procuradora de justiça na série televisiva How to Get Away with Murder (2014). Em 2015 e 2016, respectivamente, estrelou e produziu o suspense policial Lila & Eve e o drama Custody - ambos recebendo críticas mistas da imprensa. Davis interpretou a antagonista Amanda Waller no aclamado Suicide Squad (2016), seu maior sucesso de bilheterias até o momento. No mesmo ano, voltou a contracenar com Denzel Washington na adaptação cinematográfica de Fences, vencendo o Óscar de Melhor Atriz Coadjuvante, entre outros diversos prêmios de renome. Ao receber o Óscar, Davis consagrou-se como a primeira atriz afro-americana a receber a "Coroa Tripla do Cinema" (ou seja, vencer as três premiações principais).

## Filmografia

### Cinema
| Ano  | Título                                               | Papel                  | Diretor                         | Ref.   |
| ---- | ---------------------------------------------------- | ---------------------- | ------------------------------- | ------ |
| 1996 | The Substance of Fire                                | Enfermeira             | Daniel J. Sullivan              |        |
| 1998 | Out of Sight                                         | Moselle Miller         | Steven Soderbergh               |        |
| 1998 | Miss Apprehension and Squirt                         | Sharon Hughes          | Daniel Nemet-Nejat]]            |        |
| 2000 | Traffic                                              | Agente social          | Steven Soderbergh               |        |
| 2001 | The Shrink Is In                                     | Robin                  | Richard Benjamin                |        |
| 2001 | Ocean's Eleven                                       | Investigadora          | Steven Soderbergh               |        |
| 2001 | Kate & Leopold                                       | Policial               | James Mangold                   |        |
| 2002 | Far from Heaven                                      | Sybil                  | Todd Haynes                     |        |
| 2002 | Antwone Fisher                                       | Eva May Fisher         | Denzel Washington               |        |
| 2002 | Solaris                                              | Dra. Gordon            | Steven Soderbergh               |        |
| 2005 | Get Rich or Die Tryin'                               | Avó                    | Jim Sheridan                    |        |
| 2005 | Syriana                                              | Chefe da CIA           | Stephen Gaghan                  |        |
| 2006 | The Architect                                        | Tonya Neely            | Matt Tauber                     |        |
| 2006 | World Trade Center                                   | Mãe                    | Oliver Stone                    |        |
| 2007 | Disturbia                                            | Detetive Parker        | D. J. Caruso                    |        |
| 2008 | Nights in Rodanthe                                   | Jean                   | George C. Wolfe                 |        |
| 2008 | Doubt                                                | Sra. Miller            | John Patrick Shanley            |        |
| 2009 | Madea Goes to Jail                                   | Ellen St. Matthews     | Tyler Perry                     |        |
| 2009 | State of Play                                        | Dra. Judith Franklin   | Kevin Macdonald                 |        |
| 2009 | Law Abiding Citizen                                  | Prefeita April Henry   | F. Gary Gray                    |        |
| 2009 | Beyond All Boundaries                                | Hortense Johnson (voz) | David Briggs                    |        |
| 2010 | Knight and Day                                       | Diretora Isabel George | James Mangold                   |        |
| 2010 | Eat Pray Love                                        | Delia Shiraz           | Ryan Murphy                     |        |
| 2010 | It's Kind of a Funny Story                           | Dra. Minerva           | Anna Boden Ryan Fleck           |        |
| 2010 | Trust                                                | Gail Friedman          | David Schwimmer                 |        |
| 2010 | The Unforgiving Minute                               | Narradora (voz)        | Octavia Spencer                 |        |
| 2016 | Custody                                              | Juíza Martha Sherman   | James Lapine                    |        |
| 2016 | Suicide Squad                                        | Amanda Waller          | David Ayer                      | [ 7 ]  |
| 2016 | Fences                                               | Rose Maxson            | Denzel Washington               | [ 8 ]  |
| 2018 | Widows                                               | Veronica Rawlings      | Steve McQueen                   | [ 9 ]  |
| 2019 | Troop Zero                                           | Rayleen                | Bert & Bertie                   | [ 10 ] |
| 2020 | Giving Voice                                         | Ela mesma              | James D. Stern Fernando Villena |        |
| 2020 | Ma Rainey's Black Bottom                             | Ma Rainey              | George C. Wolfe                 |        |
| 2021 | The Suicide Squad                                    | Amanda Waller          | James Gunn                      | [ 11 ] |
| 2021 | The Unforgivable                                     | Liz Ingram             | Nora Fingscheidt                |        |
| 2022 | The Woman King                                       | Nanisca                | Gina Prince-Bythewood           | [ 12 ] |
| 2022 | Black Adam                                           | Amanda Waller          | Jaume Collet-Serra              | [ 13 ] |
| 2023 | Air                                                  | Deloris Jordan         | Ben Affleck                     | [ 14 ] |
| 2023 | The Hunger Games: The Ballad of Songbirds and Snakes | Dra. Volumnia Gaul     | Francis Lawrence                | [ 15 ] |

### Televisão
| Ano       | Título                                              | Papel                       | Episódio(s)                          | Ref. |
| --------- | --------------------------------------------------- | --------------------------- | ------------------------------------ | ---- |
| 1996      | NYPD Blue                                           | Mulher                      | "Moby Greg"                          |      |
| 1996      | New York Undercover                                 | Sra. Templeton              | "Smack is Back"                      |      |
| 1998      | The Pentagon Wars                                   | Sargento Fanning            |                                      |      |
| 1998      | Grace & Glorie                                      | Rosemary Allbright          |                                      |      |
| 2000      | Judging Amy                                         | Celeste                     | "Blast from the Past"                |      |
| 2000      | City of Angels                                      | Enfermeira Lynnette Peeler  | 24 episódios                         |      |
| 2001      | Amy & Isabelle                                      | Dottie                      |                                      |      |
| 2001      | Providence                                          | Dra. Eleanor Weiss          | "You Can Count On Me"                |      |
| 2001      | The Guardian                                        | Procuradora Suzanna Clemons | "The Men from the Boys"              |      |
| 2001      | Third Watch                                         | Margo Rodriguez             | "Act Brave"                          |      |
| 2002      | Law & Order: Criminal Intent                        | Terry Randolph              | "Badge"                              |      |
| 2002      | The Division                                        | Dra. Georgia Davis          | "Remembrance"                        |      |
| 2002      | CSI: Crime Scene Investigation                      | Procuradora Campbell        | "The Execution of Catherine Willows" |      |
| 2003      | Hack                                                | Stevie Morgan               | "Third Strike"                       |      |
| 2003      | The Practice                                        | Aisha Crenshaw              | "We the People"                      |      |
| 2004      | Century City                                        | Hannah Crane                | 9 episódios                          |      |
| 2005      | Jesse Stone: Stone Cold                             | Molly Crane                 |                                      |      |
| 2005      | Threshold                                           | Victoria Rossi              | "Shock"                              |      |
| 2006      | Jesse Stone: Night Passage                          | Molly Crane                 |                                      |      |
| 2006      | Jesse Stone: Death in Paradise                      | Molly Crane                 |                                      |      |
| 2006      | Without a Trace                                     | Audrey Williams             | "White Balance"                      |      |
| 2006      | Life Is Not a Fairytale: The Fantasia Barrino Story | Diane Barrino               |                                      |      |
| 2007      | Jesse Stone: Sea Change                             | Molly Crane                 |                                      |      |
| 2007      | Traveler                                            | Agente Jan Marlow           | 8 episódios                          |      |
| 2007      | Fort Pit                                            |                             |                                      |      |
| 2008      | Brothers & Sisters                                  | Ellen Snyder                | "Double Negative"                    |      |
| 2008      | The Andromeda Strain                                | Dra. Charlene Barton        | 3 episódios                          |      |
| 2008      | Law & Order: Special Victims Unit                   | Donna Emmett                | 7 episódios                          |      |
| 2009      | United States of Tara                               | Lynda P. Frazier            | 6 episódios                          |      |
| 2013      | Sofia the First                                     | Helen Hanshaw (voz)         | "The Buttercups"                     |      |
| 2014—2020 | How to Get Away with Murder                         | Annalise Keating            | 75 episódios                         |      |
| 2018      | Scandal                                             | Annalise Keating            | "Allow Me to Reintroduce Myself"     |      |
| 2019      | Live in Front of a Studio Audience                  | Florida Evans               | "All in the Family and Good Times"   |      |